# 존 맥스웰 쿳시
존 맥스웰 쿳시(영어: John Maxwell Coetzee, IPA: [kʊtˈsiː]1940년 2월 9일 ~ )는 남아프리카 공화국 출신 오스트레일리아의 작가로, 2003년 노벨 문학상을 수상했다.

## 경력
남아프리카 공화국의 케이프타운에서 태어났다. 그는 네덜란드계 백인의 후손인 아프리카너이며, 아프리칸스어도 사용했으나, 영어권을 중심으로 활동하고 작품도 영어로 썼기 때문에, 그의 이름도 영어식인 존 맥스웰 쿳시로 발음하는 경우가 많다.
그는 케이프타운 대학교에서 수학과 영문학을 전공하였다. 1960년대 초 영국으로 이주하여 IBM을 거쳐 영국의 컴퓨터 하드웨어 업체인 ICL에서 프로그래머로 일했다. 이 때의 경험은 《Youth》(2002)에 기록되어 있다. 그 후 미국으로 건너가 텍사스 대학교에서 언어학을 전공, 박사학위를 받았으며, 1968년 ~ 1971년 뉴욕주 버펄로의 뉴욕 주립 대학교 버펄로에서 영문학을 강의했다. 버펄로에서 첫 작품 《어둠의 땅(Dusklands)》을 착수하였다. 그 사이 그는 미국 영주권을 신청했으나, 베트남 전쟁 반대 운동을 했다는 이유로 영주권 발급이 허락되지 않자 곧 남아프리카 공화국으로 돌아와 케이프타운 대학교의 영문학 교수로 2001년까지 재직했다.
1974년 《어둠의 땅》을 출간하여 등단한 이후 인종차별 정책인 아파르트헤이트에 반대하면서도, 이를 적극적으로 대항하기보다는 야만스러운 서구 문명에 그 근본 원인을 찾아 간접적으로 표현했다. 1980년 《야만인을 기다리며(Waiting for the Barbarians)》로 큰 주목을 받았으며, 1983년 《마이클 K(The Life and Times of Michael K)》로 영어권 작가에게 수여하는 영국의 유명 문학상인 맨 부커 상을 받았다. 1999년 《추락(Disgrace)》으로 다시 부커상을 받아, 사상 처음으로 두 차례 부커 상을 받았다. 그러나 그는 문학 활동을 한 이래 거의 은둔하며 지냈기 때문에 두 차례 모두 수상식에 나타나지 않았다. 그 외에도 커먼웰스상과 이스라엘의 예루살렘상, 프랑스의 페미나상 등 주요 문학상을 수상했다.
두 차례 부커상 수상과 남아프리카 공화국 사회의 모순과 갈등, 인종차별의 허구, 서구문명의 위선 등을 우의적으로 그려내어 세계적으로 널리 알려졌고, 2003년 노벨 문학상을 수상하였다. '국외자의 놀라운 관여를 수없이 다양한 모습으로 묘사'한 것이 노벨 문학상 수상 사유였으며, 아프리카 대륙 출신으로는 네 번째, 남아프리카 공화국 출신으로는 두 번째 노벨 문학상 수상자이다. 그는 케이프타운 대학교 정년퇴임 후 2002년, 오스트레일리아의 애들레이드로 옮겨, 애들레이드 대학교의 영문학부 명예 연구원이 되었고, 2003년 미국 시카고 대학교의 교환교수를 겸임했다. 2006년, 오스트레일리아 국적도 취득했다.

## 작품
- 1974 《어둠의 땅(Dusklands)》 ISBN 89-7527-533-7
- 1977 《나라의 심장부에서(In the Heart of the Country)》ISBN 89-546-1300-4
- 1980 《야만인을 기다리며(Waiting for the Barbarians)》 ISBN 89-7527-385-7
- 1983 《마이클 K(The Life and Times of Michael K)》 ISBN 978-89-7527-453-4
- 1986 《포(Foe)》 ISBN 89-7013-419-0
- 1990 《철의 시대(Age of Iron)》 ISBN 89-7527-416-0
- 1994 《페테르부르크의 대가(The Master of Petersburg)》 ISBN 89-7013-246-5
- 1999 《추락(Disgrace)》 ISBN 89-7090-339-9
- 1999 《동물로 산다는 것(The Lives of Animals)》 ISBN 89-92241-01-1
- 1997 《소년시절(Boyhood: Scenes from Provincial Life)》 ISBN 89-7013-452-2
- 2002 《Youth: Scenes from Provincial Life II》
- 2003 《엘리자베스 코스텔로(Elizabeth Costello)》 ISBN 89-7527-500-0
- 2007 《어느 운 나쁜 해의 일기(Diary of a Bad Year)》 ISBN 978-89-374-8288-5
- 2009 《슬로우 맨(Slow Man)》 ISBN 978-89-7527-845-7